# 현촌초등학교
현촌초등학교(賢村初等學校)는 대한민국 경기도 평택시에 있는 공립 초등학교이다.

## 연혁
- 2015.11.02 현촌초등학교 개교
- 2015.11.02 초대 유현정 교장 취임
- 2015.11.02 12학급 편성(유치원 3학급)
- 2016.03.14 32학급 편성(유치원 3학급)
- 2020.03.01 제2대 윤찬중 교장선생님 부임
- 2022.01.07 제7회 졸업식 졸업생(196명)
- 2022.03.01 초등 46학급 편성(유치원 3학급)
- 2023.01.04 제8회 졸업식 졸업생(195명)
- 2023.03.01 제3대 김득헌 교장선생님 부임
- 2023.03.01 초등 47학급 편성(유치원 3학급)
- 2023.12.29 제9회 졸업식 졸업생(208명)
- 2024.03.01 초등 49학급 편성(유치원 3학급)
- 2024.12.31 제10회 졸업식 졸업생(228명)
- 2025.03.01 초등 46학급 편성(유치원 3학급)